# آخرین پسر پیشاهنگ
آخرین پسر پیشاهنگ (به انگلیسی: The Last Boy Scout) فیلمی محصول سال ۱۹۹۱ به کارگردانی تونی اسکات است. در این فیلم بازیگرانی همچون بروس ویلیس، دیمون وینز، چلسی فیلد، نوبل ویلینگهام، تیلور نگرون، دانیل هریس، هلی بری، بروس مک‌گیل، کیم کوتس، ادی گریفن، جو سانتوس، فرانک کولیسون، جیمز گاندولفینی و موریس چسنات ایفای نقش کرده‌اند.

## خلاصه داستان
ستاره بزرگ فوتبال آمریکایی در پی یک تماس تلفنی مشکوک به قتل می‌رسد؛ در این بین مأمور مخفی سابق ایالات متحده (بروس ویلیس) انتخاب می‌شود تا تمام تلاش خود را برای حل پرونده قتل انجام دهد…